# Виларо (Кунео)
Виларо је насеље у Италији у округу Кунео, региону Пијемонт.
Према процени из 2011. у насељу је живело 174 становника. Насеље се налази на надморској висини од 1376 м.